# الميدان (عفرين)
الميدان أو ميدانكي قرية سوريّة تتبع إداريّاً لمحافظة حلب منطقة عفرين ناحية شران، بلغ تعداد سكانها 1,283 نسمة حسب التعداد السكاني لعام 2004.